# Porto Empedocle
Die Gemeinde Porto Empedocle [emˈpɛdokle] liegt in der Region Sizilien in Italien und gehört zum Freien Gemeindekonsortium Agrigent.

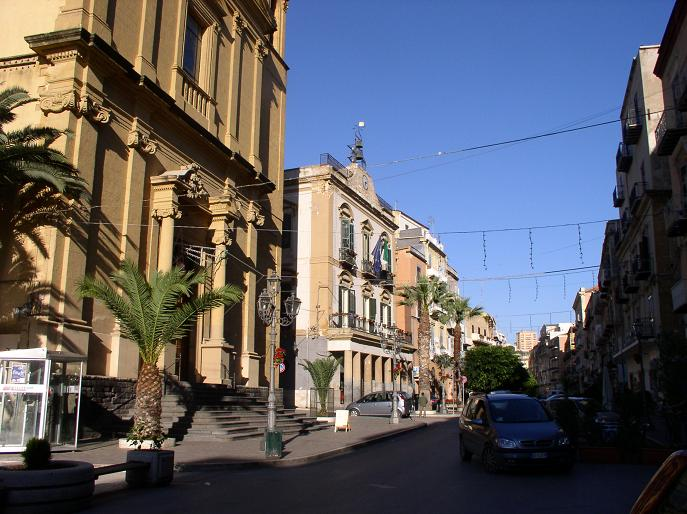
Via Roma in Porto Empedocle

## Lage und Daten
Porto Empedocle liegt sechs Kilometer südwestlich von Agrigent und ist der Ausgangspunkt für den Schiffsverkehr zu den Pelagischen Inseln. Die Einwohner arbeiten hauptsächlich in der Landwirtschaft, in der Fischverarbeitung oder in der Industrie. Der Hafen (früher: Molo di Girgenti) wird durch eine Mole, erbaut aus Resten antiker Tempel, geschützt. Hier wohnen auf 23,99 Quadratkilometern 15.600 Einwohner (Stand 31. Dezember 2023).
Die Nachbargemeinden sind Agrigent und Realmonte.

## Geschichte
Die Stadt ist benannt nach dem griechischen Philosophen Empedokles. Im 15. Jahrhundert lag hier ein Kornverladeplatz. Kaiser Karl V. befahl den Bau eines Turms, um die Getreideernte der Felder zu schützen. Der Turm wurde später in ein Gefängnis umgewandelt und ist heute ein soziales und kulturelles Zentrum. Nach der Fertigstellung der Hafenmauer im Jahr 1763 wuchs der Handel.
Die heutige Gemeinde Porto Empedocle entstand 1853. Damals hieß die Gemeinde Molo di Girgenti. Zehn Jahre später erhielt die Gemeinde den heutigen Namen. Der Name erinnert an den Philosophen Empedokles, der in Agrigent geboren wurde.
Die wichtigste Romanfigur des Schriftstellers Andrea Camilleri, Commissario Salvo Montalbano, gilt als Inbegriff sizilianischer Lebensart und einfallsreicher Kriminalistik. Im April 2003 änderte die Gemeinde Porto Empedocle ihren offiziellen Namen in Porto Empedocle Vigàta, denn Vigàta ist der Name der fiktiven Stadt, in der Camilleris Kriminalromane spielen. Dies wurde Anfang 2009 wieder rückgängig gemacht. Die Frankfurter Allgemeine Zeitung berichtete im Mai 2011 über eine beabsichtigte vollständige Umbenennung der Heimatstadt von Camilleri in Vigàta.

## Bauwerke
- Pfarrkirche Maria SS del Buon Consiglio
- Geburtshaus des Schriftstellers und Nobelpreisträgers Luigi Pirandello im Ortsteil Contrada Caos in Richtung Agrigent; hier wurde der Schriftsteller unter einer Pinie begraben. Die Pinie steht heute nicht mehr.

## Persönlichkeiten
- Luigi Pirandello (1867–1936), Schriftsteller und Nobelpreisträger
- Giovanni Sansone (1888–1979), Mathematiker
- Andrea Camilleri (1925–2019), Schriftsteller und Regisseur

## Besondere Ereignisse
In die internationalen Schlagzeilen geriet Porto Empedocle im Juli 2004, als das deutsche Rettungsschiff Cap Anamur mit 37 afrikanischen Flüchtlingen an Bord in den Hafen einlief. Das Schiff wurde beschlagnahmt und Teile der Schiffsbesatzung vier Tage lang in polizeilichen Gewahrsam genommen.